# 鳥飼村 (福岡県早良郡)
鳥飼村（とりかいむら）は、福岡県早良郡にあった村。1919年11月1日に福岡市へ編入され消滅した。現在の福岡市中央区と城南区の一部。

## 沿革
- 1889年（明治22年）4月1日 - 町村制施行に伴い早良郡谷村、鳥飼村の一部、福岡区西町の一部が合併して早良郡鳥飼村が成立。
- 1919年（大正8年）11月1日 - 福岡市へ編入され消滅[1][2]。
- 1972年（昭和47年）4月1日 - 福岡市が政令指定都市へ移行。旧村域は中央区と城南区に分割される。

## 出身有名人
- 金子堅太郎 - 政治家・官僚。大日本帝国憲法起草者の一人。
- 野中到 - 気象学者。妻・千代子と共に富士山頂で最初の越冬観測を試みたことで知られる。
- 守田利遠 - 陸軍軍人
- 安川敬一郎 - 実業家、政治家。筑豊御三家のひとつ、地方財閥・安川財閥の創始者。